# Annona ecuadorensis
Annona ecuadorensis este o specie de plante angiosperme din genul Annona, familia Annonaceae, descrisă de Robert Elias Fries. A fost clasificată de IUCN ca specie pe cale de dispariție (stare critică). Conform Catalogue of Life specia Annona ecuadorensis nu are subspecii cunoscute.